# Hotel (album)
 (février 2022).
Si vous disposez d'ouvrages ou d'articles de référence ou si vous connaissez des sites web de qualité traitant du thème abordé ici, merci de compléter l'article en donnant les références utiles à sa vérifiabilité et en les liant à la section « Notes et références ».
Pour les articles homonymes, voir Hotel.
Albums de Moby
18 B-Sides + DVD
(2003) Go – The Very Best of Moby
(2006)
Hotel est un album de Moby sorti le 14 mars 2005. Il a été édité en version simple et en édition limitée avec le disque Hotel: Ambient.
Avec cet album, Moby produit un son plus pop, ce qui change assez radicalement de ses deux précédents succès commerciaux Play et 18. Hotel est le premier album depuis Animal Rights à ne contenir aucun sample vocal, Moby assurant le chant avec Laura Dawn. Ainsi, comme à chaque fois que l'artiste parcourt un nouveau genre musical, l'album n'a pas toujours été bien reçu de certains fans.
En 2014, le second disque, Hotel: Ambient (en édition limité) est paru séparément.

## Pistes de l'album
| 1.  | Hotel Intro                 | 1:54 |
| 2.  | Raining Again               | 3:43 |
| 3.  | Beautiful                   | 3:10 |
| 4.  | Lift Me Up                  | 3:14 |
| 5.  | Where You End               | 3:18 |
| 6.  | Temptation                  | 4:52 |
| 7.  | Spiders                     | 3:42 |
| 8.  | Dream About Me              | 3:19 |
| 9.  | Very                        | 3:39 |
| 10. | I Like It                   | 3:42 |
| 11. | Love Should                 | 3:47 |
| 12. | Slipping Away               | 3:37 |
| 13. | Forever                     | 3:34 |
| 14. | Homeward Angel              | 5:37 |
| 15. | 35 Minutes (Chanson cachée) | 5:22 |

| 1.  | Swear                           | 6:41  |
| 2.  | Snowball                        | 4:25  |
| 3.  | Blue Paper                      | 6:07  |
| 4.  | Homeward Angel (Version longue) | 10:57 |
| 5.  | Chord Sounds                    | 7:25  |
| 6.  | Not Sensitive                   | 3:10  |
| 7.  | Lilly                           | 3:53  |
| 8.  | The Come Down                   | 5:18  |
| 9.  | Overland                        | 6:49  |
| 10. | Live Forever                    | 7:15  |
| 11. | Aerial                          | 5:51  |

## Personnel
- Moby : claviers, synthétiseurs, effets sonores, mixage, enregistrements
- Shayna Steele : chant (2, 4)
- Laura Dawn : chant (3, 5, 6, 9 à 12)
- Brian Sperber, Jason Candler, Kurt Uenala et Orion Simprini : chœurs (2, 3, 4, 7)
- Scott Frassetto : batterie (2, 3, 4, 7, 12)
- Brian Sperber : mixage

## À noter
- La chanson Slipping Away a été reprise en duo avec Mylène Farmer, celle-ci n'apparait pas dans l'album, mais dans la compilation Go – The Very Best of Moby.
- Contre le piratage, cet album a disposé sur certaines éditions, d'un dispositif anticopie numérique.